# Leptodactylus coca
Leptodactylus coca är en groddjursart som beskrevs av Angulo och Steffen Reichle 2008. Leptodactylus coca ingår i släktet Leptodactylus och familjen tandpaddor. IUCN kategoriserar arten globalt som otillräckligt studerad. Inga underarter finns listade i Catalogue of Life.